# Ікряна
Ікряна (рос. Р. Икряная; б. Икряная) — річка в Україні у Волноваському й Мар'їнському районі Донецької області. Ліва притока річки Сухі Яли (басейн Дніпра).

## Опис
Довжина річки приблизно 32,40 км, найкоротша відстань між витоком і гирлом — 28,22 км, коефіцієнт звивистості річки — 1,15. Формується декількома балками та загатами. На деяких ділянках річка пересихає.

## Розташування
Бере початок на північно-західній стороні від села Пільне. Тече переважно на північний захід через села Богоявленку, Трудове і у селі Успенівка впадає у річку Сухі Яли, ліву притоку річки Вовчої.
Населені пункти вздовж берегової смуги: Водяне.

## Цікаві факти
- У XX столітті на річці існувало декілька працюючих вугільних шахт, водокачок, 1 газголдер та багато газових свердловин[2].
- На річці 19 січня на Водохреща у селі Богоявленка пірнають в ополонку[5].